# Matching Mole
A Matching Mole egy angol progresszív rock együttes a canterburyi szcénából. Legismertebb számuk az "O Caroline". Robert Wyatt alakította a zenekart 1971 októberében, miután elhagyta a Soft Machine-t és felvette első szóló albumát, The End of an Ear címmel. Pályafutását énekesként és dobosként folytatta és társult az orgonista és zongorista David Sinclairrel a Caravanból, a gitáros Phil Millerrel, valamint a basszusgitáros Bill MacCormickkal, aki korábban a Quiet Sun együttes tagja volt. A nevük egy szójáték a Machine Molle-ra, Wyatt korábbi együttese, a Soft Machine nevének francia fordítására.
Első – az együttes nevével egyező című – albumuk 1972 áprilisában jelent meg, a számok többsége Wyatt szerzeménye volt, kivéve a buja, mellotronnal fűszerezett "O Caroline"-t (Dave Sinclair szerzeményét Wyatt szövegére, amelynek az volt az ihletője, hogy Wyatt éppen szakított barátnőjével Caroline Coonnal), valamint a Phil Miller-féle "Part Of The Dance"-et. Második albumuk, a Matching Mole's Little Red Record felvételének idejére Sinclairt egy új-zélandi születésű billentyűs játékos és dalszerző, Dave MacRae váltotta, aki már az első albumon is feltűnt vendég zenészként. A lemez 1972 novemberében jelent meg és Robert Fripp volt a producere. Az album már inkább csapatmunka volt, Wyatt a szövegekre és a vokális melódiákra koncentrált, a zeneszerzést pedig társaira hagyta.
A Matching Mole 1972 szeptemberének végén oszlott fel, egy – a Soft Machine-nel lebonyolított – európai turnét követően, mivel Sinclair és Miller távoztak, hogy létrehozzák a lényegesen sikeresebb Hatfield and the North együttest. Egy új felállás jött létre – melynek tagjai Wyatt, MacCormick, a Curved Air korábbi billentyűse, Francis Monkman és a jazz szaxofonista Gary Windo voltak -, abból a célból, hogy 1973-ban felvegyék a harmadik albumot, de a terv meghiúsult, mivel Wyatt közben kiesett egy ablakból és deréktól lefelé megbénult, így fel kellett hagynia a dobolással.

## Diszkográfia
- Matching Mole (1972. - CBS 64850)
- Matching Mole's Little Red Record (1972. - CBS 65260)
- BBC Radio 1 Live in Concert (1995. - BBC Windsong)
- Smoke Signals (2001. - Cuneiform)
- March (2002. - Cuneiform)
- On the Radio (2007. - Hux)

## Külső hivatkozások
- a canterburyi zenei családfa
- Egy 1995-ös interjú a basszista Bill MacCormickkal a Facelift Magazine számára.

## Fordítás
- Ez a szócikk részben vagy egészben  a   Matching Mole című angol Wikipédia-szócikk ezen változatának fordításán alapul.  Az eredeti cikk szerkesztőit annak laptörténete sorolja fel. Ez a jelzés csupán a megfogalmazás eredetét és a szerzői jogokat jelzi, nem szolgál a cikkben szereplő információk forrásmegjelöléseként.